# 尼奧尼亞山
13°55′19″S 71°12′38″W / 13.92194°S 71.21056°W
尼奧尼亞山（Ñauña），是秘魯的山峰，位於該國南部庫斯科大區，由坎奇斯省的皮圖馬卡區負責管轄，屬於安地斯山脈的一部分，海拔高度約5,100米。